# Explicit Data Graph Execution
EDGE (англ. explicit data graph execution, рус. выполнение заданных графов данных) — представляет собой тип архитектуры набора команд, который предназначен для повышения производительности вычислений по сравнению с обычными процессорами, такими как линейка Intel x86. EDGE объединяет множество отдельных инструкций в большую группу, известную как «гиперблок»; такие гиперблоки спроектированы так, чтобы можно было легче работать параллельно.

## Описание
Параллелизм современных конструкций центральных процессоров (ЦП), как правило, начинает выходить примерно на восемь внутренних блоков и от одного до четырёх «ядер». Однако проекты EDGE предназначены для поддержки сотен внутренних блоков и соответственно предлагают скорости обработки в сотни раз выше, чем у существующих конструкций. Основное развитие концепции EDGE было проведено Техасским университетом в Остине в рамках программы DARPA «Полиморфные вычислительные архитектуры», с заявленной целью создания одночиповой конструкции ЦП с производительностью 1 TFLOPS к 2012, которая до сих пор (по состоянию на 2020 год) не реализована.

## Дополнительно
Архитектура WaveScalar (рус. волновой скаляр) разработки Вашингтонского университета в значительной степени похожа на EDGE, но статически не помещает инструкции в свои «волны». Вместо этого специальные инструкции (phi и rho) отмечают границы волн и позволяют планировать.